# Boquerón
Boquerón je jeden ze sedmnácti departementů, na které se dělí jihoamerický stát Paraguay. Je z nich největší s rozlohou 91 669 km² (více než pětina území státu), ale patří k nejméně zalidněným: podle sčítání z roku 2017 má pouze 63 011 obyvatel. Leží v západní části země v oblasti Gran Chaco, sousedí na jihu s Argentinou, na západě s Bolívií, na severu s departementem Alto Paraguay a na východě s departementem Presidente Hayes. Hlavním městem je Filadelfia s 18 000 obyvateli.
Oblast byla k Paraguayi připojena v důsledku vítězné války o Gran Chaco. Departement Boquerón byl zřízen v roce 1945, při správní reformě v roce 1992 byl spojen s departementem Nueva Asunción. Guvernérem je Edwin Pauls Friesen ze strany Asociación Nacional Republicana-Partido Colorado. Většinu obyvatel tvoří příslušníci domorodých kmenů Nivaclé, Angaité, Manjui a dalších, od počátku dvacátého století se zde začali usazovat mennonitští vystěhovalci z Ruska. Počet obyvatel roste o 4,6 % ročně.
Region má horké a suché podnebí, je rovinatý a porostlý bušem, nejvýznamnější řekou je Pilcomayo. Převládá zde pastevectví skotu – Boquerón je hlavní paraguayským producentem mléka, hovězího masa a kožedělných výrobků – dále se zde pěstuje čirok, batáty, kukuřice, fazole a citrusy, těží se dřevo kebračo. Index lidského rozvoje činí 0,702 a je druhý nejnižší z paraguayských departementů.

## Okresy
1. Filadelfia
2. Loma Plata
3. Mariscal Estigarribia
4. General Eugenio A. Garay
5. Doctor Pedro P. Peña
6. Neuland